# Herbault
Herbault – miejscowość i gmina we Francji, w Regionie Centralnym, w departamencie Loir-et-Cher.
Według danych na rok 1990 gminę zamieszkiwało 926 osób, a gęstość zaludnienia wynosiła 71 osób/km² (wśród 1842 gmin Centre, Herbault plasuje się na 427. miejscu pod względem liczby ludności, natomiast pod względem powierzchni na miejscu 988.).